# كيفن هيرمانسون
كيفن هيرمانسون (بالسويدية: Kevin Hermansson)‏ هو مجدف سويدي، ولد في 13 مارس 1990 في غوتنبرغ في السويد.

## وصلات خارجية
- كيفن هيرمانسون على موقع الاتحاد الدولي للتجديف (الإنجليزية)